# Мы, дети станции Зоо (фильм)
«Мы, дети станции Зоо», или «Я Кристина» (нем. Christiane F. – Wir Kinder vom Bahnhof Zoo) — западногерманский фильм режиссёра Ули Эделя и продюсера Бернда Айхингера, снятый в 1981 году по мотивам одноимённой биографической книги, основанной на записях дневника Кристианы Фельшеринов. Фильм приобрёл популярность среди подростков в Германии благодаря реалистичному отображению развития наркозависимости у несовершеннолетних. Действие разворачивается в 1975 году и описывает ситуацию с наркотиками в Западном Берлине. В качестве композитора саундтрека выступил Дэвид Боуи, а его концертное появление в фильме, нацеленном на молодёжную аудиторию, способствовало коммерческому успеху проекта.

## Сюжет
На дворе 1975 год, 13-летняя девочка по имени Кристиана Фельшеринов живёт со своей мамой и младшей сестрой в небольшой квартире, в обыкновенном многоэтажном доме в скучном районе на окраине Западного Берлина.
Кристиане наскучила жизнь здесь, и ей нравится певец Дэвид Боуи. Она узнает о месте под названием «Sound» — новой дискотеке в центре города, известной как самая модная дискотека в Европе. Хотя по закону Кристиана ещё слишком мала, чтобы пойти туда, она надевает туфли на высоких каблуках, делает макияж и просит подругу из школы, которая часто «зависает» там, взять её с собой.
На дискотеке Кристиана встречает Детлефа, парня немного старше её. Он состоит в компании тех, кто экспериментирует с различными наркотиками. Сначала Кристиана принимает МДМА и едет на концерт Дэвида Боуи, на котором встречает девушку её лет и с теми же интересами по имени Бабси, а также впервые в жизни пробует героин.
Но после Кристиана влюбляется в Детлефа и, чтобы быть ближе к нему, начинает употреблять героин на постоянной основе, постепенно погружаясь в пучину наркомании, и в конечном итоге становится полностью наркозависимой.
Отметив своё 14-летие, девочка проводит время со своими приятелями в обветшалой квартире и на вокзале «Зоологический сад», который известен как место проституции и торговли наркотиками.
Там Кристиана начинает заниматься проституцией, в первую очередь мастурбируя мужчинам за деньги, как и её парень, который обслуживает клиентов с гомосексуальными наклонностями.
Чтобы добыть деньги на наркотики, Кристиана начинает красть из дома вещи и продавать их. Её жизнь опускается на самое дно.
В одной из самых жестоких сцен наркоман старше Кристианы запрыгивает в грязную туалетную кабинку, пропитанную мочой и кровью, отбирает у Кристианы шприц с наркотиком и вводит его содержимое себе в шею прямо на глазах у потерявшей от страха дар речи старушки, которая в этот момент тоже оказалась в туалете.
Мать Кристианы обнаруживает свою дочь в бессознательном состоянии на полу в ванной. С помощью матери и отчима она и Детлеф пытаются «соскочить с иглы». Период «отходняка» сопровождается натуралистическими сценами. Тем не менее, вскоре после возвращения на станцию подростки принимаются за старое.
Кристиана и Детлеф обнаруживают, что их лучший друг и сосед по комнате Аксель умер вследствие передозировки в их собственной квартире. Они убегают и останавливаются в квартире клиента Детлефа на пару дней. В один момент Кристиана входит в комнату и видит, что двое мужчин очень громко занимаются анальным сексом. Девочка теряет самообладание и в отчаянье бежит к своей лучшей подруге Бабси, которая, как она узнала из газеты, тоже умерла от передозировки в возрасте 14 лет.
Кристиана пытается покончить жизнь самоубийством при помощи передозировки. В финале закадровый голос сообщает, что Кристиана всё же выжила, чего нельзя сказать обо всех её товарищах.

## В ролях
| Актёр              | Роль           |
| ------------------ | -------------- |
| Натя Брункхорст    | Кристиана Ф.   |
| Томас Хауштайн     | Детлеф         |
| Йенс Куфаль        | Аксель         |
| Кристиан Лечле     | Мать Кристианы |
| Кристиана Райхельт | Бабси          |
| Даниэла Эгер       | Кесси          |
| Райнер Вёлк        | Атце           |
| Ян Георг Эффлер    | Бернд          |
| Керстин Рихтер     | Стелла         |
| Керстин Малесса    | Тина           |
| Катрин Шабек       | Линда          |
| Дэвид Боуи         | камео          |

## Производство
Несмотря на то, что фильм основан на книге, сценарий фильма немного отличается от происходящего в книге. Так например отсутствует начало и конец книги, а финал переделан, поскольку в реальной истории Кристиана так и не избавилась от зависимости.
Первоначально режиссёром фильма был утверждён Роланд Клик, однако, за две недели до начала съëмок Клик был уволен, после конфликта с продюсером Берндом Айхингером. Режиссёрское кресло занял Ули Эдель, поскольку он уже был знаком с историей а также журналистом и автором автобиографической книги о Кристиане Ф. Каем Германом. Перед началом съемок режиссёр поехал в деревню на Севере Германии и встретился с Кристианой Ф. чтобы посоветоваться с ней по поводу предстоящего фильма. Съëмки фильма стартовали 12 августа 1980 года и закончились 5 декабря того же года.  
Весь актёрский состав собирался случайным образом. К большинству исполнителей ролей подходили и предлагали съëмки в фильме, за небольшой гонорар. На роль главной героини Кристианы Ф. была выбрана Натя Брункхорст. Как вспоминала Брункхорст к ней в школе подошла ассистентка режиссёра и предложила ей сняться в фильме, на что она незамедлительно согласилась. Ранее ни один из актёров нигде не снимался и времени на репетиции не было, поэтому всё снималось практически с первого дубля.
Из-за ограниченного бюджета фильма, во время съёмок была множество казусов. Так например во время съемки момента где актриса исполняющая роль Кристианы Ф. должна была сесть в заготовленную машину к актёру, однако по чистой случайности чуть не села в машину к реальному педофилу. Также во время сцены где Кристиана прогуливается по станции Курфюрстендамм полиция запретила съёмку, однако режиссёр предложил ему сесть в инвалидное кресло и спрятать камеру в коробке, из-за проблем съемки в некоторых кадрах имеется расфокус, который остался в финальной версии фильма. Также по словам режиссёра,  во время съемки сцены в общественном туалете один из членов съемочной группы обнаружил в нише стены мешок с героином, продюсер фильма Бернд Айхингер спросил у режиссёра, что делать с мешком. Режиссёр ответил, что его можно было бы продать, чтобы профинансировать последние дни съемок, однако в этот же момент забежал парень под воздействием наркотиков, продюсер бросил в него мешок, после чего тот убежал.

## Саундтрек
Поскольку в октябре 1980 года Боуи выступал на Бродвее и не мог прилететь на съёмки фильма, сцена с концертом снималась в Нью-Йорке в Hurrah Club, с тем чтобы было похоже, что действие происходит в ночном клубе в Берлине.
1. «V-2 Schneider»
2. «TVC 15»
3. «Heroes/Helden»
4. «Boys Keep Swinging»
5. «Sense of Doubt»
6. «Station to Station» (Live)
7. «Look Back in Anger»
8. «Stay»
9. «Warszawa»

## Восприятие
На сайте Rotten Tomatoes фильм имеет 78 % «свежести» на основе 9 отзывов.
Кинокритик Роджер Эберт поставил фильму 3,5 звезды из 4 назвав фильм «мрачным портретом наркозависимости».
Сразу после выхода и фильм, и книга приобрели культовый статус в Европе, что привлекло внимание большого количества людей к проблеме героиновой зависимости. Использованная в фильме музыка Дэвида Боуи (из Берлинской трилогии), как и присутствие в нём самого артиста, переживающего в конце 1970-х и начале 1980-х годов пик популярности, помогла фильму стать более успешным с коммерческой точки зрения.
Фильм шокировал европейскую аудиторию: героиновая чума, охватившая Западную Европу в период с середины 1970-х до начала 1980-х годов, ещё не стала достоянием общественности, поэтому выпуск фильма стал первым шагом к тому, чтобы многие узнали об эпидемии; затем стало широко известно, что героин убивает большое количество европейских подростков. В фильме все детали героиновой зависимости изображены в очень реалистичной форме: игра «на слабо», ломка, шрамы, вызванные «стрельбой», экстремальная потеря веса из-за отсутствия денег, проституция на периферийных железнодорожных станциях, в переулках — районах, слишком знакомых городским жителям Западной Германии, Швейцарии, Нидерландов, Бельгии, Италии и Франции в те годы.
Правдиво и без лишней романтизации показаны будни подростков, находящихся в героиновой зависимости: крупным планом снято как «Дети со станции „Зоо“» вводят инъекции, снова чистят и наполняют шприцы, а получив дозу, «засыпают» в грязных туалетах среди мочи, рвоты и крови. В отличие от шаблонного изображения наркоманов в популярной культуре того времени (героев диких и достаточно зрелого возраста, как в «Беспечном ездоке» Денниса Хоппера или в песнях Лу Рида), в фильме «Я — Кристина» впервые наркоманами являются дети (Кристиане было 14, а её подруге Бабси всего 13 лет), что вызвало широкий общественный резонанс, особенно массовую аудиторию возмутил тот факт, что персонажи занимаются гомосексуальной и гетеросексуальной проституцией, чтобы получать наркотики, в таком юном возрасте.